# Équipe cycliste Pingtan International Tourism Island
L'équipe cycliste Pingtan International Tourism Island est une équipe cycliste chinoise, ayant le statut d'équipe continentale à sa création en 2022.

## Classements UCI
L'équipe participe aux épreuves des circuits continentaux et en particulier de l'UCI Asia Tour. Les tableaux ci-dessous présentent les classements de l'équipe sur les différents circuits, ainsi que son meilleur coureur au classement individuel.
UCI Asia Tour
| UCI Asia Tour | UCI Asia Tour          | UCI Asia Tour                             | UCI Asia Tour |
| Année         | Classement par équipes | Meilleur coureur au classement individuel |               |
| ------------- | ---------------------- | ----------------------------------------- | ------------- |
| 2022          | 31e                    | Liu Jiankun (65e)                         |               |
| 2023          | 24e                    | -                                         |               |
|               |                        |                                           |               |
| Source : UCI  |                        |                                           |               |

UCI Europe Tour
| UCI Europe Tour | UCI Europe Tour        | UCI Europe Tour                           | UCI Europe Tour |
| Année           | Classement par équipes | Meilleur coureur au classement individuel |                 |
| --------------- | ---------------------- | ----------------------------------------- | --------------- |
|                 |                        |                                           |                 |
| Source : UCI    |                        |                                           |                 |

L'équipe est également classée au Classement mondial UCI qui prend en compte toutes les épreuves UCI et concerne toutes les équipes UCI.
| Classement mondial | Classement mondial     | Classement mondial                        | Classement mondial |
| Année              | Classement par équipes | Meilleur coureur au classement individuel |                    |
| ------------------ | ---------------------- | ----------------------------------------- | ------------------ |
| 2022               | 173e                   | Liu Jiankun (1049e)                       |                    |
| 2023               | 143e                   | Roman Maikin (2067e)                      |                    |
|                    |                        |                                           |                    |
| Source : UCI       |                        |                                           |                    |

## Pingtan International Tourism Island Cycling Team en 2022[1]
| Cycliste     | Date de naissance | Nationalité | Équipe 2021                         |  |
| ------------ | ----------------- | ----------- | ----------------------------------- |  |
| Chen Liyun   | 29 avril 2000     | Chine       |                                     |  |
| Chen Mingrun | 17 août 1996      | Chine       | CFC Continental Team                |  |
| Gao Peng     | 31 décembre 1993  | Chine       |                                     |  |
| Hao Ran      | 8 janvier 1998    | Chine       | Mitchelton-BikeExchange (2019)      |  |
| Li Honghai   | 6 mai 2000        | Chine       | Taiyuan Miogee Cycling Team         |  |
| Li Tiancheng | 6 janvier 2002    | Chine       |                                     |  |
| Liu Jiankun  | 21 juin 1995      | Chine       | Mitchelton-BikeExchange (2019)      |  |
| Liu Manduo   | 12 avril 1998     | Chine       | Giant Cycling Team                  |  |
| Wu Leping    | 8 février 1998    | Chine       | Ningxia Sports Lottery Cycling Team |  |
| Yu Yuanfeng  | 27 mars 2001      | Chine       |                                     |  |
| Yuan Jinwei  | 15 janvier 2000   | Chine       | CFC Continental Team                |  |